# アレン・スナイダー
アレン・スナイダー（Allen Snider）は、カプコン、アリカの対戦型格闘ゲーム『ストリートファイターEX』シリーズ、ナムコ、アリカの対戦型格闘ゲーム『ファイティングレイヤー』、およびアリカの対戦型格闘ゲーム『ファイティングEXレイヤー』に登場する架空の人物。

## 概要
全米空手界で最強を誇っていたが、全米格闘大会の初戦でケンに敗北。ケンに「井の中の蛙」と言われたことを機に奮起し、再び最強を目指すべく世界を転戦する。ただし、アレンは「井の中の蛙」の意味を大きく勘違いしており、『ストリートファイターEX』ではもっとカエルのように驚異的な足腰のバネを鍛えようとし、『ファイティングレイヤー』のストーリーでは戦いの舞台を「井の中」に見立て、その中の最強の「蛙」になるために戦っている。
一見ダンのようなギャグキャラクターのように見えるが、ケンの技を研究して「波動拳」と「昇龍拳」を完全再現した相当の実力者でもある。いわゆるリュウケン系の技を使用する他、ダメージ量の大きい一撃必殺の技を多く持つ。
キャラクターイメージは、『ジョジョの奇妙な冒険』のジョセフ・ジョースターと『銀河漂流バイファム』のバーツ・ライアン。
ブレア・デイムと共に『EX2』以降のシリーズに登場していないが、『ファイティングレイヤー』には登場している。
『ファイティングレイヤー』のオリジナルサウンドトラックで個人プロフィールが明かされていたが、『ストリートファイターV』の公式ホームページ「シャドルー格闘家研究所」の「キャラ図鑑」にて内容を変更した新たな個人プロフィールが明かされた。
『ファイティングEXレイヤー』では、過去にガルダと対峙したこともあったが、ガルダの氣は自分に触れず何も起こらなかった。後にガルダの噂を聞きつけ、自分がガルダを退治しようと息巻いている。空手などの格闘技や日本文化を、何か間違えつつも愛している。

## 各種技の解説

### 通常技
ここでは『ストEX PLUS α』での技名称を掲載。なお、立ち状態の遠近およびジャンプ状態の垂斜の区別はない。
| 操作     | 立ち                   | しゃがみ         | ジャンプ               |
| -------- | ---------------------- | ---------------- | ---------------------- |
| 弱パンチ | 威嚇パンチ             | 牽制するパンチ   | ジャブ                 |
| 中パンチ | 腰の入った肘           | 押し込むパンチ   | ジャンプジャブ         |
| 強パンチ | 凄いフック             | 押し込むパンチ   | ジャンプするストレート |
| 弱キック | 見事なキック           | あっちいけキック | 華麗なジャンプキック   |
| 中キック | 不意をつくミドルキック | むこういけキック | 華麗なジャンプキック   |
| 強キック | 華麗なハイキック       | 転がれキック     | 粋なジャンプキック     |

### 投げ技
ストレートにボディー、投げて極める技
ストレートとボディブローを繰り出した後、足を引っ掛けて倒れた相手に正拳突きをお見舞いする。
釣り込んで払ってイッポン！
『EXレイヤー』で実装された投げ技。相手の足を払って体勢を崩した後、倒れ込むようにして叩きつける。

### 特殊技
うりゃー! キック
前方に軽く飛んで出すソバット。
ジャンピングナックル
ガードブレイクまたはハードアタック技。大きく跳び上がった後に拳を落とす。

### 必殺技
ソウルフォース
両手から気の弾を放つ。「波動拳」と同系統の技。
ライジングドラゴン
アッパーカットと膝蹴りを繰り出しながら、斜め上にジャンプする。ヒット数が弱・中・強の順に1発ずつ多くなるようになっており、炎を纏っていないことを除けばケンの「昇龍拳」と同じ技。
ジャスティスフィスト
相手に向けて突進しつつ鉄拳を繰り出す技。至近距離で相手にヒットさせると与えるダメージが大きくなる。ガードされた後の隙が膨大だが、それを逆手にとって相手の反撃を誘うという戦法も存在する。
空中で5発決めて、うぉっしゃー!! / ヴォルティングキック / ボルティングキック改
コマンド投げ。相手を空中に蹴り上げ、合計5発の蹴りを叩き込む。
同じ技ではあるが登場の度に名称が変更されており、初代『EX』では見た目そのままの「空中で5発決めて、うぉっしゃー!!」が正式名称だったが、『EX plus』で「ヴォルティングキック」に改名され、さらに『ファイティングレイヤー』で「ボルティングキック改」となった。「ボルティングキック改」は相手落下時にもダメージを与えるようになっている。

### スーパーコンボ / バレッジブロウ
ファイヤーフォース
炎を纏った5つの「ソウルフォース」を1つに合わせて放つ、リュウの「真空波動拳」や豪鬼の「灼熱波動拳」に酷似した技。スーパーキャンセルで「ジャスティスフィスト」の隙を打ち消す技としても重要である。
トリプルブレイク
3発の蹴りで相手を蹴り上げる技。落下する相手に追い討ちを仕掛けることも可能。
ラッシングアサルト
『ファイティングレイヤー』のバレッジブロウ。パンチの3連発攻撃で、追加入力で「アレンギャラクシー」を出すことができる。
ラッシングレイド
『ファイティングレイヤー』のバレッジブロウ。バレッジブロウゲージを3本使って発動する連続攻撃。

## 登場作品
- 対戦型格闘ゲーム
  - 『ストリートファイターEX』シリーズ
    - 『ストリートファイターEX』
    - 『ストリートファイターEX plus』
    - 『ストリートファイターEX plusα』

  - 『ファイティングレイヤー』
  - 『ファイティングEXレイヤー』

## 担当声優
- 細井治（『ストリートファイターEX』シリーズ、『ファイティングレイヤー』）
- 横田大輔（『ファイティングEXレイヤー』）